# Länståg
Länståg är i Sverige en föråldrad beteckning på lokaltåg, regionaltåg eller pendeltåg på järnväg där ett eller flera trafikhuvudmän ansvarar för trafiken inom sina län och ibland på kortare avstånd utanför länsgränserna. Biljetterna är i första hand trafikhuvudmännens biljetter.
Normalt äger eller hyr trafikhuvudmännen tågen och avtalar med en operatör som kör dem, anställer personal ombord och underhåller tågen.